# Vitālijs Maksimenko
Vitālijs Maksimenko (født 8. december 1990) er en lettisk fodboldspiller.

## Landsholdskarriere
Han har spillet 52 landskampe for Letlands landshold.

## Letlands fodboldlandshold
| Letlands landshold | Letlands landshold | Letlands landshold |
| År                 | Kmp                | Mål                |
| ------------------ | ------------------ | ------------------ |
| 2013               | 9                  | 0                  |
| 2014               | 3                  | 0                  |
| 2015               | 7                  | 1                  |
| 2016               | 8                  | 0                  |
| 2017               | 7                  | 0                  |
| 2018               | 7                  | 0                  |
| 2019               | 9                  | 0                  |
| 2020               | 0                  | 0                  |
| 2021               | 2                  | 0                  |
| Total              | 52                 | 1                  |